# ウラカ・デ・ポルトゥガル

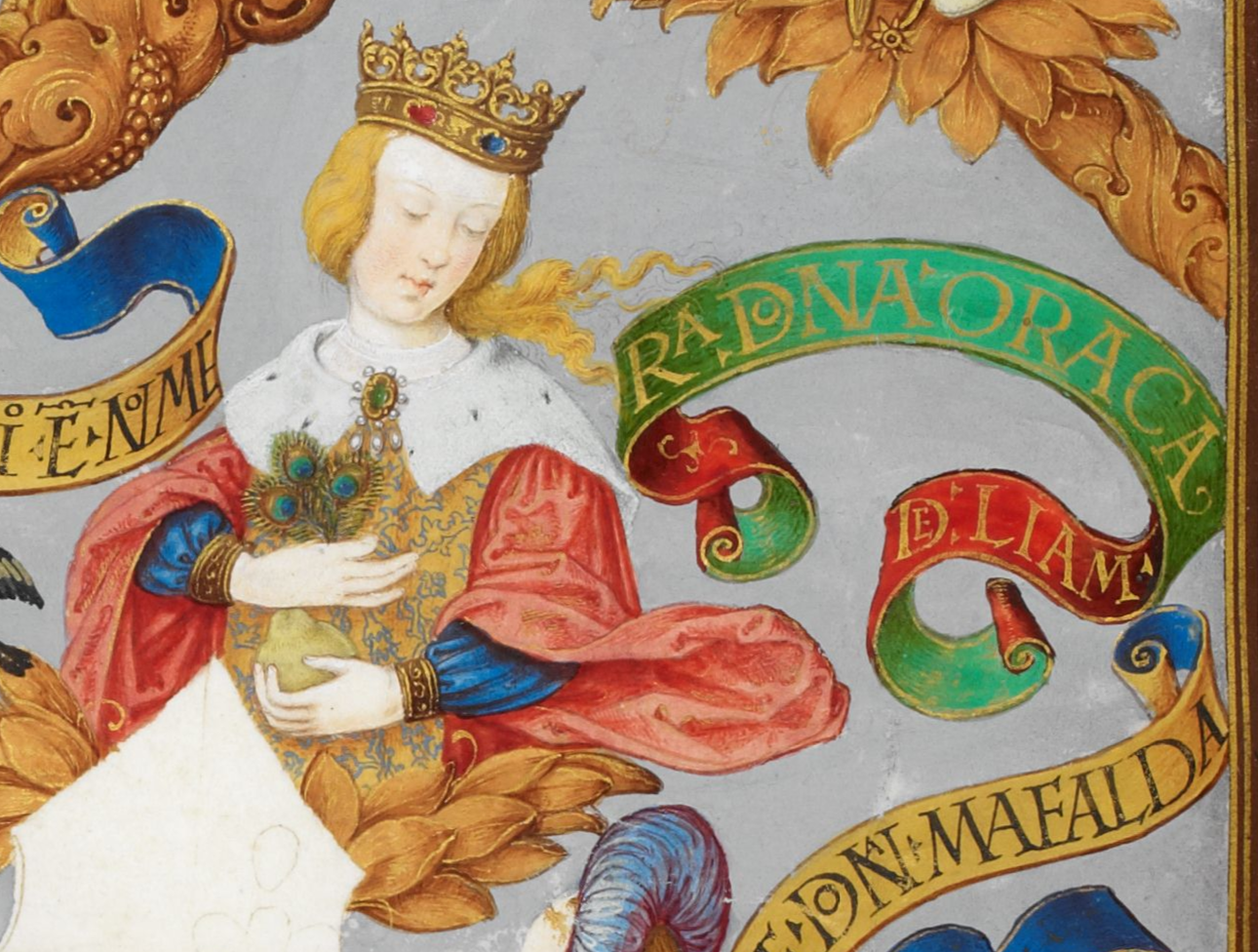
ウラカ・デ・ポルトゥガル

ウラカ・デ・ポルトゥガル（ポルトガル語：Urraca de Portugal, 1148年 - 1211年）は、レオン王フェルナンド2世の妃。ポルトガル王アフォンソ1世の娘でレオン王アルフォンソ9世の母。フェルナンド2世との結婚が解消された後、修道女となった。

## 生涯
ウラカは初代ポルトガル王アフォンソ1世とマファルダ・デ・サボイアの間の娘として1148年にコインブラで生まれた。ポルトガル王サンシュ1世は弟である。1165年5月もしくは6月に、ウラカはレオン王フェルナンド2世と結婚した。1171年8月15日に唯一の子アルフォンソ9世をサモラで産んだ。しかし、フェルナンド2世とウラカはともにアルフォンソ6世の曽孫にあたり、互いにまたいとこの関係であったため、近親婚を理由に結婚は解消された。
結婚が解消された後、ウラカは修道女となり聖ヨハネ騎士団に加わり、フェルナンド2世から与えられていたサモラの領地に隠棲した。後にウラカは聖ヨハネ騎士団の所有であったワンバのサンタ・マリア教会に移った。
1176年5月25日、ウラカは聖ヨハネ騎士団に土地とヴィラを寄進したが、恐らくこの時に騎士団に加わったと思われる。ウラカが寄進した領地にはレオンのカストリベルデ・デ・カンポスおよびマンシージャ、アストゥリアスのサラスおよびサン・アンドレスが含まれていた。ウラカは1188年の息子アルフォンソ9世の戴冠式に出席し、同年5月4日に新王とウラカはサンティアゴ騎士団に前王が与えた特権を追認した。1165年に結婚の贈り物としてフェルナンド2世から与えられたカストロトラフェの村を、1211年にサモラ大聖堂に寄進するとした特許状がウラカに関する最後の記録である。
ウラカはワンバにおいて1211年に死去し、ワンバのサンタ・マリア修道院に埋葬された。現在はサンタ・マリア教会と、ウラカの礼拝所を含む修道院の一部が残されている。そこに設置された銘板が、ウラカがこの教会に埋葬されたことを示している。